# Vampire Nation
Vampire Nation ist ein US-amerikanischer Horrorfilm aus dem Jahre 2010. Der Vampirfilm wurde von Jim Mickle inszeniert, der gemeinsam mit Nick Damici, einem der Hauptdarsteller, auch das Drehbuch verfasste. Des Weiteren tritt der Regisseur in einer kleinen Nebenrolle in Erscheinung und zeichnet auch für den Schnitt verantwortlich. 2016 wurde die Fortsetzung Vampire Nation – Badlands veröffentlicht.

## Handlung
Eine Vampir-Epidemie überschwemmt die Fläche der USA und hinterlässt Tod und Zerstörung. Wer von einem Vampir gebissen wird, stirbt und kehrt als Vampir zurück. Die Familie des Teenagers Martin wird von einem Vampir getötet, er selbst überlebte dank eines mysteriösen Fremden. Der wortkarge Fremde nennt sich Mister und nimmt sich Martins an. Zusammen fahren sie in einem ramponierten Cabrio Richtung Norden in der Hoffnung, dass die Vampire aufgrund ihrer Kaltblütigkeit dort nicht existieren können. Mister unterweist Martin im Kampf mit dem Pflock. Um einen Vampir zu töten, ist es nötig, diesem das Herz zu durchbohren, das Rückgrat zu brechen oder ihm das Gehirn zu zerstören. 
Auf dem Weg in nördlichere Gefilde – Vampire bevorzugen die wärmeren Gegenden des Kontinents – gesellen sich eine Nonne, der Ex-Soldat Willie und die schwangere Sängerin Belle zu ihnen. Neben der Gefahr von Vampiren attackiert zu werden, müssen sie sich vor der Straßengang des skrupellosen Jebedia in Acht nehmen, die angesichts der anarchischen Strukturen im Land ihr Unwesen treibt. Die Nonne gerät zum Beispiel für einige Tage in Gefangenschaft und wird von Jebedia vergewaltigt. Der Mister fesselt ihn zur Strafe an einen Baum und überlässt ihn den umherstreunenden Vampiren.
Willie als geächtetes Mitglied des Jebedia-Clans berichtet, dass Jebedias Bruderschaft sogar Washington attackiert hat, indem sie Vampire über Stellungen regierungstreuer Soldaten abwarf. Während einer Rast in einer kleinen Stadt werfen die Sektierer erneut Vampire aus Hubschraubern ab, die ein Massaker anrichten. Zu fünft flüchten sie in die bewaldeten Berge. Martin fühlt sich wohl in der Gruppe, stellt sie doch einen Familienersatz für ihn dar. Besonders der mittlerweile hochschwangeren Belle gegenüber zeigt er sich fürsorglich. Trotz der kalten Witterung werden sie erneut von Vampiren angegriffen. Diese besonders starken Berserkervampire können aufgrund ihres massiven Knochenpanzers nicht durch einen Stich ins Herz ausgeschaltet werden. Die Nonne begeht Suizid, bevor die Vampire sie einholen können. Der Rest der Gruppe flüchtet tiefer in die Wälder.
Als Willie verschwindet und in einem Baum hängend gefunden wird, erkennt Mister, dass hier ein besonders intelligenter Vampir am Werk sein muss. Die drei Überlebenden flüchten weiter. Belle wird jedoch kurz darauf entführt. Mister und Martin folgen ihrer Spur und finden sie angebunden in einem Verschlag. Der Übervampir zeigt sich schließlich: Es ist Jebedia. Er verhöhnt die beiden und erklärt, dass er, indem er sich freiwillig den Vampiren zum Fraß vorwarf, seine Intelligenz behalten habe. Als er Belle beißt und sie so zum Tode verurteilt, greifen ihn Mister und Martin an. Mister wird schwer verletzt, doch letztlich schafft es Martin Jebedia zu töten. Martin tötet danach auch Belle, damit sie nicht zum Vampir wird, was ihn sehr mitnimmt.
Auf dem weiteren Weg nach Norden kommen Mister und Martin bei Peggy unter, einer jungen Frau, die alleine in einem Motel wohnt. Mit einer Armbrust hat sie mehrere Vampire getötet, allerdings schafft es einer, ein ehemaliger Klassenkamerad von Peggy, immer wieder zu überleben. Kurz entschlossen marschiert Martin nach draußen und erledigt ihn im Nahkampf mit seinem Pflock.
Am nächsten Morgen wollen sich die drei weiter nach Norden begeben, zur mysteriösen Metropole „New Eden“, wo es angeblich keine Vampire gibt. Als Martin und Peggy am nächsten Morgen aufwachen, ist Mister jedoch verschwunden. Zurückgelassen hat er nur seine Kette in Form eines Totenschädels die Martin am Rückspiegel des Pickups findet, mit dem sie gekommen sind.

## Hintergrundinformationen
Die US-amerikanischen Städte Pottstown (Pennsylvania) und Middletown (Bundesstaat New York) im Osten des Landes dienten als Drehorte. Das Budget wird auf 650.000 Dollar geschätzt. In Deutschland kam der Film nicht in die Kinos und wurde ab dem 30. September 2011 auf DVD vermarktet.
Seine Premiere feierte der Film am 17. September 2010 auf dem Internationalen Filmfestival in Toronto (Kanada). Die erste frei zugängliche Kinovorführung erfolgte am 22. April des Folgejahres in New York City. Die Einnahmen aus den Vorführungen betrugen weltweit 33.245 Dollar.

## Cameo
Der Regisseur ist als Banjospieler in der Bar zu sehen, in der Martin und Belle das erste Mal aufeinander treffen. Eine kleine Sprechrolle als Radiomoderator übernahm er ebenfalls.

## Kritik
„Rauer Horrorfilm in der Tradition des Vampir-Subgenres, der sich einen Spaß daraus macht, gestylte Teenie-Vampire mit Gel-Frisuren ad absurdum zu führen.“

Christian Ihle von taz.blogs ist der Meinung, dass die Kampfszenen mit den Untoten nicht zur ansonsten deprimierenden Atmosphäre des Roadmovies passen. Auch Michael Schleeh bemängelt, dass die Stimmung „permanent zwischen melancholischer Apokalypsenstimmung und Invasionsszenario“ wechselt.
Marcus Littwin hingegen bezeichnet Vampire Nation als einen erstklassigen Endzeit-Vampirfilm, der sich positiv von den Massen abhebt. Dialoge und Gewaltszenen hält er für gut ausgearbeitet – letztere werden nicht übertrieben ausgeweidet, sondern fügen sich harmonisch ins Gesamtbild. Aufgrund der kurzweiligen Handlung bleibt die Spannung durchweg bestehen.

## Auszeichnungen
- People’s Choice Award auf dem Internationalen Filmfestival in Toronto 2010
- Bei den Fangoria Chainsaw Awards 2012 wurde Vampire Nation vier Mal auf Platz 2 und zwei Mal auf Platz 3 in insgesamt 6 verschiedenen Kategorien gewählt.

Nominierungen
- Jury Preis auf dem Woodstock Film Festival 2010
- Bester Film auf dem Puchon International Fantastic Film Festival (Südkorea) 2011
- Narcisse Award für den besten Film auf dem Neuchâtel International Fantastic Film Festival 2011 Quelle: IMDb[11]